# José Goemaere
José Albert Yves Goemaere (Komen, 15 juni 1939 - Brussel, 1992) was een Belgisch kunstschilder en assemblagekunstenaar. Hij is een van de belangrijkste vertegenwoordigers van de pop-art in België.

## Biografie
José Goemaere studeerde geneeskunde en was als kunstenaar autodidact. Na zijn studies ging hij in Brussel wonen.
Rond 1960 begint hij te schilderen met olieverf en acryl.  Daarna ging hij reliëfs in gips maken en monotypes met reliëfafdruk, dikwijls met gemengde technieken op basis van recyclagemateriaal.
Hij werd een vooraanstaand kunstenaar in de Belgische assemblagekunst. In 1964 nam hij deel aan een baanbrekende tentoonstelling "Le retour des choses" in de galerie Saint-Laurent in Brussel, samen met Paul Joostens, Camiel Van Breedam, Remo Martini, Annie Debie en Marcel Broodthaers. Elke kunstenaar kreeg er een kamer om assemblages met recyclagemateriaal te exposeren, voor José Goemaere was dat de slaapkamer. 
Eind jaren 1960 keerde hij terug naar de schilderkunst en ging zich toeleggen op de pop-art. Hij haalde zijn inspiratie uit reclame, strips en tekenfilms. Zijn stijl leunde aan bij Warhol en Erro (Gudmundur Gudmundsson). Hij werkte met krachtige agressieve kleuren, zijn voorstellingen staan los van tijd en plaats. Hij mengde figuren als Van Gogh met superman, vlinders met soldaten, een slapende baby met een tijger.  De tragedie van Vietnam werd vermengd met idealistische beelden uit de toekomst.
Na een reis naar Indië in 1970 kwam het menselijk lichaam meer centraal te staan, omringd met metaphysische symbolen binnen een fictieve kosmos.  Geleidelijk aan neigde hij meer naar de abstracte kunst. Bij zijn vroegtijdig overlijden in 1992 was zijn kunst  opgebouwd uit een waas van kleuren, zonder duidelijke lijnen neigend naar het abstracte, maar waarin men een figuratieve elementen kon waarnemen.
In de jaren 1969 en 1970 was hij medewerker aan het tijdschrift Amenophis, een cult-tijdschrift, in handschrift, een psychedelisch design met poëzie, tekeningen, verhalen en collages.
Hij was zeer dikwijls aanwezig op tentoonstellingen, zoals in Utrecht en het Museum voor Schone Kunsten.  Na zijn dood kwam hij in de vergetelheid.